# Julian Symons
Julian Gustave Symons (* 30. Mai 1912 in London; † 23. November 1994 in Kent) war ein britischer Literaturkritiker, Kriminalschriftsteller und Bestsellerautor.

## Leben
Symons verließ die Schule mit 14 Jahren und übte anschließend verschiedene einfache Tätigkeiten, vor allem handwerklicher Natur aus, bis er 1937 das Magazin Twentieth Century Verse gründete, das bis zum Beginn des Zweiten Weltkriegs Bestand hatte.
Von 1942 bis 1944 leistete er im Krieg Militärdienst und war nach seiner Entlassung aus dem Militär u. a. als Texter in der Werbebranche tätig, begann aber nebenher, Kriminalromane zu schreiben, von denen der erste (The Immaterial Murder Case) 1945 erschien und gleich ein Erfolg wurde. Ab 1947 konnte er von seiner schriftstellerischen Tätigkeit leben und machte sie zu seinem Hauptberuf.
Zwischen 1945 und 1994 schrieb er über dreißig Kriminalromane. Zusätzlich zu seinen Krimis und Thrillern, die von der Kritik zum Teil hoch gelobt wurden, schrieb er auch Lyrik, Sachbücher (Militärhistorie und anderes), Biografien, Kritiken und Essays. Zwischen 1976 und 1985 war er als Nachfolger von Agatha Christie Präsident des britischen Detection Club.
Julian Symons starb 1994.

## Auszeichnungen
- 1957 Gold Dagger der britischen Crime Writers' Association (CWA) für The Colour of Murder (dt. Das Gelächter des Mörders. Dörner, Düsseldorf 1959)
- 1961 Edgar Allan Poe Award (Kategorie Best Novel) der Mystery Writers of America (MWA) für Progress of a Crime (dt. Am Ende war alles umsonst. Goldmann, München 1962)
- 1971 Schwedischer Krimipreis (Kategorie Bester ins Schwedische übersetzte Kriminalroman) der Svenska Deckarakademin für Den 31 februari (Original: The 31st of February; dt. Der 31. Februar. Rowohlt, Reinbek 1989)
- 1973 Edgar Allan Poe Award (Kategorie Special Edgar Award) für Mortal Consequences: A History from the Detective Story to the Crime Novel (UK: Bloody Murder – From the Detective Story to the Crime Novel: A History. Dt. Am Anfang war der Mord: eine Geschichte des Kriminalromans. Goldmann, München 1972)
- 1982 Grand Master Award, die höchste Auszeichnung der Mystery Writers of America (MWA) für besondere Leistungen im Krimi-Genre und gleichbleibend hohe Qualität seiner Werke
- 1990 Cartier Diamond Dagger lifetime achievement award der britischen Crime Writers' Association (CWA) in Anerkennung seiner besonderen Leistungen für den englischsprachigen Kriminalroman

## Werke (Auswahl)

### Autor
Inspector Bland-Serie
- The Immaterial Murder Case. House of Stratus, London, 2001, ISBN 1-84232-912-X (Nachdr. d. EA London 1945).
- A Man Called Jones, House of Stratus, London 2001, ISBN 1-84232-913-8 (Nachdr. d. EA London 1947).
- Bland Beginning. House of Stratus, London 2001, ISBN 1-84232-914-6 (Nachdr. d. EA London 1949).

Inspector Crambo-Serie
- The Narrowing Circle. Penguin, Harmondsworth 1987, ISBN 0-14-009364-8 (Nachdr. d. EA London 1954).
  - Der Kreis wird enger. Kriminalroman. Goldmann, München 1989, ISBN 3-442-04104-X (Nachdr. d. Ausg. Basel 1954).
- The Gigantic Shadow. Dales Publ., Long Preston 2005, ISBN 1-84262-371-0 (Nachdr. d. Ausg. London 1958).[1]
  - Drohende Schatten. 2. Auflage. Goldmann, München 1972, ISBN 3-442-03297-0 (EA München 1970).

Francis Quarles-Serie
- Murder! Murder! Fontana Books, London 1961.
- Francis Quarles Investigates. Panther Books, London 1965.
  - Auf den Zahn gefühlt. 15 Detektivgeschichten mit Francis Quarles. 2. Auflage. Diogenes, Zürich 1979, ISBN 3-257-20601-1 (EA Zürich 1978).
- The Detections of Francis Quarles. Crippen & Landru Publ., Norfolk, Va 2006, ISBN 1-932009-44-2.[2]
- The Plaste Pekinese 1966[3]
  - Ein Pekinese aus Gips. 21 Kriminal-Erzählungen um den Privatdetektiv Francis Quarle. Diogenes, Zürich 1966.

Joan Kahn-Harper-Serie
- The Man Who Killed Himself. Chivers Books, Bath 1999, ISBN 0-7540-3741-X (Nachdr. d. Ausg. London 1967).[4]
  - Wenn ich einmal tot bin. Goldmann, München 1988, ISBN 3-442-06248-9 (Nachdr. d. Ausg. München 1968).
- The Man Whose Dreams Came True. Penguin, Harmondsworth 1977, ISBN 0-14-004347-0 (Nachdr. d. EA London 1968).
  - Roulett der Träume. 4. Auflage. Goldmann, München 1989, ISBN 3-442-04792-7 (Nachdr. d. EA München 1969).
- The Man Who Lost His Wife. Penguin, Harmondsworth 1970, ISBN 0-14-004348-9.[5]
  - Was geschah mit Virginia? Goldmann, München 1971, ISBN 3-442-02827-2.
- The Players and the Game. Penguin, Harmondsworth 1972, ISBN 0-14-003808-6 (Nachdr. d. Ausg. London 1972).
  - Die Spieler und der Tod. 2. Auflage. Goldmann, München 1988, ISBN 3-442-04469-3 (EA München 1973).
- The Plot Against Roger Rider. Penguin, Harmondsworth 1983, ISBN 0-14-003949-X (Nachdr. d. EA London 1973).
  - Villa Victoria. 2. Auflage. Goldmann, München 1990, ISBN 3-442-04548-7 (EA München 1974).
- Sweet Adelaide. A victorian puzzle solved. Collins, London 1980, ISBN 0-00-231669-2.
  - Der Fall Adelaide Bartlett. Goldmann, München 1981, ISBN 3-442-05220-3.
- The Detling Murders. Macmillan, London 1982, ISBN 0-333-31305-4.[6]
  - Billard mit dem Mörder. Goldmann, München 1983, ISBN 3-442-05235-1.
- The Man Who Hated Television and other Storys. Macmillan, London 1995, ISBN 0-333-63230-3.[7]

Sheridan Haynes-Serie
- A Three Pipe Problem. House of Stratur, London 2001, ISBN 0-7551-2970-9 (Nachdr. d. Ausg. London 1975).
  - Sherlock in der Klemme. Goldmann, München 1985, ISBN 3-442-04972-5 (Nachdr. d. EA München 1975).
- The Kentish Manor Murders. Macmillan, London 1988, ISBN 0-333-39742-8.

Standalones
- The Thirty-First of February. Chivers Press, Bath 1995, ISBN 0-7451-8672-6 (EA London 1950).
  - Der 31. Februar. Rowohlt, Reinbek 1989, ISBN 3-499-42871-7.
- The Broken Penny. House of Stratus, London 2001, ISBN 1-84232-916-2 (Nachdr. d. Ausg. London 1953).
- The Paper Chase. House of Stratus, London 2001, ISBN 1-84232-918-9 (Nachdr. d. Ausg. London 1956).[8]
  - Schnitzeljagd. Goldmann, München 1974, ISBN 3-442-04406-5 (Nachdr. d. Ausg. Reinbek 1961).
- The Colour of Murder. Papermac Books, London 1988, ISBN 0-333-46635-7 (Nachdr. d. Ausg. London 1957).
  - Ein irres Lachen. Rowohlt, Reinbek 1988, ISBN 3-499-42844-X (früherer Titel: Das Gelächter des Mörders).
- The Progress of a Crime. House of Stratus, London 2001, ISBN 1-84232-921-9 (Nachdr. d. Ausg. London 1960).
  - Am Ende war alles umsonst. 3. Auflage. Goldmann, München 1996, ISBN 3-442-01119-1 (EA München 1962).
- The Killing of Francie Lake. House of Stratus, London 2001, ISBN 1-84232-922-7 (Nachdr. d. Ausg. London 1962).[9]
  - Nicht zur Veröffentlichung. Goldmann, München 1992, ISBN 3-442-01234-1 (EA München 1963).
- The End of Solomon Grundy. Papermac Books, London 1988, ISBN 0-333-47324-8 (Nachdr. d. Ausg. London 1964).
  - Entscheidung im Kreuzverhör. Rowohlt, Reinbek 1990, ISBN 3-499-42866-0 (Nachdr. d. Ausg. München 1971).
- The Belting Inheritance. House of Stratus. London 2001, ISBN 0-7551-2814-1 (EA London 1965).
- The Blackheath Poisonings. A victorian murder mystery. Penguin, London 1988, ISBN 0-14-005171-6 (Nachdr. d. Ausg. London 1978).
  - Damals tödlich. Ein viktorianischer Kriminalroman. Goldmann, München 1979, ISBN 3-442-04855-9.
- The Name of Annabel Lee. Macmillan, London 1988, ISBN 0-333-35171-1 (EA London 1983).
  - Mit Namen Annabel Lee. 2. Auflage. Goldmann, München 1988, ISBN 3-442-05247-5 (EA München 1983).
- The Criminal Comedy of the Contented Couple. Macmillan, London 1985, ISBN 0-333-39718-5 (Nachdr. d. Ausg. London 1985).[10]
  - Wer stirbt schon gern in Venedig. Goldmann, München 1986, ISBN 3-442-05013-8.
- Death's Darkest Face. Macmillan, London 1990, ISBN 0-333-51783-0[11]
- Something Like a Love Affair. Macmillan, London 1992, ISBN 0-333-57381-1.
  - Fast eine Liebesgeschichte. Kriminalroman. Goldmann, München 1994, ISBN 3-442-05842-2.
- Playing Happy Families. Macmillan, London 2004, ISBN 0-333-60698-1 (Nachdr. d. EA London 1994).
  - Das bleibt in der Familie. Goldmann, München 1995, ISBN 3-442-05878-3.
- A Sort of Virtue. A Political Crime Novel. Macmillan, London 1996, ISBN 0-333-65216-9.

Kriminal-Kurzgeschichten
- Eight Minutes to Kill. In: Ellery Queen (Hrsg.): Mystery Magazine, 1965, Heft 12, S. 34–50, ISSN 0013-6328[12]
- Die Kline-Ross Akte (Kriminal-Erdball-Romane; Band 770). Marken-Verlag, Köln um 1960.[13]
- How to Trap a Crook. In: Ellery Queen (Hrsg.): Ellery Queen's murdercade. 23 stories from the „Mystery Magazine“. Random House, New York 1977, ISBN 0-394-49674-4.
- Great Detectives, Seven Original Investigations, Abrams Books, New York 1981.[14]
- Somebody Else and other stories. Eurographica, Helsinki 1990, ISBN 951-9371-52-4.[15]
  - Die Vorstadt-Tiger. Goldmann, München 1983.
- A Julian Symons Sherlockian Duet (Holmesiana; Band 47). Calabash Press, Ashcroft BC 2000 (Inhalt: Did Sherlock Holmes meet Hercule und The affair of the vanishing diamonds).

Anthologien mit Storys von Julian Symons
- Joan Kahn (Hrsg.): Some Things Fierce and Fatal. Harper & Row, New York 1971.
- Joan Kahn (Hrsg.): Open at Your Own Risk. Houghton & Mifflin, Boston, Mass. 1975, ISBN 0-395-20718-5.
- Bill Pronzini (Hrsg.): Great Tales of Mystery and Suspence. Galahad Books, New York 1981, ISBN 0-88365-700-7.
- Portraits of The Missing. Imaginary Biographies; Storys. Deutsch, London 1991, ISBN 0-233-98718-5.

Gedichte
- Confusions About X. Fortune Press, London 1938.
- The Second Man, Routledge, London 1943.

Biographien und Briefe
- A. J. A. Symons. His Life & Speculations. University Press, Oxford 1986, ISBN 0-19-281916-X (Nachdr. d. EA London 1950).
- Charles Dickens. Barker Books, London 1969 (Nachdr. d. Ausg. London 1951).
- Thomas Carlyle. The life and ideas of a prophet. London 1952.
- A Reflection on Auden. London 1973.
- Horatio Bottomley. London 1955.
- Portrait of an Artist. Conan Doyle. Whizzard Press, London 1979, ISBN 0-233-97168-8.
- Oscar Wilde. A problem in Biography. Yellow Barn Press, Council Bluffs, Io. 1988.[16]
- Notes From Another Country. LME, London 1972, ISBN 0-900626-76-3 (Autobiographie).
- Two Brothers. Fragments of a Correspondence. Tragara Press, Edinburgh 1985.[17]

Historische Werke
- Criminal Acts. Cresset Press, London 1955.
- The General Strike. A Historical Portrait. Cresset Press, London 1957.
- A Reasonable Doubt. Some criminal cases re-examined. Cresset Press, London 1960.
- The Thirties. A Dream Revolved. Faber & Faber, London 1975, ISBN 0-571-10716-8 (Nachdr. d. Ausg. London 1960).
- Bullers Campaign. House of Stratus, London 2001, ISBN 1-84232-934-0 (Nachdr. d. Ausg. London 1963).
- England's Pride. The Story of the Gordon Relief Expedition. White Lion Publ., London 1974, ISBN 0-85617-548-X (Nachdr. d. EA London 1965).
- Between the Wars. Britain in Photographs. 2. Auflage. Batsford Books, London 1985, ISBN 0-7134-0121-4 (EA London 1972).

Literaturwissenschaftliches
- Crime and Detection. An Illustrated History from 1840. Panther Books, London 1966.
- Critical Occasions. Essays. Hamilton Books, London 1966.
- Bloody Murder. From the Detective Story to the Crime Novel; a History. Pan Books, London 1994, ISBN 0-330-33303-8 (Nachdr. d. EA London 1972).[18]
  - Am Anfang war der Mord. Eine Geschichte des Kriminalromans. Goldmann, München 1982, ISBN 3-442-05228-9 (Nachdr. d. Ausg. München 1972).
- The Tell-Tale Heart. The Life and Works of Edgar Allan Poe. Penguin, Harmondsworth 1981, ISBN 0-14-005371-9 (Nachdr. d. Ausg. London 1978).
  - Edgar Allan Poe. Leben und Werk. Heyne, München 1986, ISBN 3-453-55145-1.
- Agatha Christie the Art of Her Crimes. Everest House, New York 1981, ISBN 0-89696-144-3 (illustriert von Tom Adams).
- Critical Observations. Essays. Faber & Faber, London 1981, ISBN 0-571-11688-4.
- Crime and Detection Quiz. Weidenfeld & Nicolson, London 1983, ISBN 0-297-78281-9.
- 1948 and 1984 (The Orwell Memorial Lecture; Band 2). Tragora Press, Edinburgh 1984, ISBN 0-902616-98-6.[19]
- Makers of the New. The Revolution in Literature, 1912–1939. Deutsch, London 1987, ISBN 0-233-98007-5.
- The Thirties and The Nineties. Carcanet Books, Manchester 1990, ISBN 0-85635-902-5.
- The Yarmouth murder. In: Richard Glyn Jones (Hrsg.): Still unsolved. Great true murder cases. Carol Publ., New York 1990, ISBN 0-8184-0540-6.
- Does Literature Exist? (The Lurcy Lecture). Yellow Barn Press, Council Bluffs, Io. 1992.[20]
- Criminal Practices. Symons on Crime Writing 60s to 90s. Macmillan, London 1994, ISBN 0-333-61446-1.

Vorworte
- Wilkie Collins: The woman in white. Penguin, Harmondsworth 1974, ISBN 0-14-043096-2.

### Herausgeber
- An Anthology of War Poetry. Penguin Books, Harmondsworth 1942.
- Selected Writings of Samuel Johnson. The Falcon Press, London 1949.
- Thomas Carlyle. Selected Works, reminiscences and letters. University Press, Harvard 1957.
- Essays & Biographies by Albert J. A. Symons. Cassell, London 1969, ISBN 0-304-93252-3.
- Verdict of Thirteen. A Detection Club Anthology. Harper & Row, New York 1978.
- Edgar Allan Poe. Selected Tales. OUP, Oxford 1980, ISBN 0-19-281522-9.
- New Poetry (Arts Council Anthology; Band 9). Hutchinson, London 1983, ISBN 0-09-154240-5.
- Classic Crime Omnibus. Storys. Penguin, Harmondsworth 1984, ISBN 0-14-006739-6.
- The Angry 30s. Eyre Methuen, London 1976, ISBN 0-413-32990-9.